# Helge Wulff
Helge Bertil Wulff, född 9 oktober 1903 i Malmö S:t Petri församling, död 21 maj 1986 i Helsingborg Maria församling, var en svensk läkare. Han var bror till Kurt Wulff.

## Biografi
Wulff, som var son till läroverksadjunkten Ernst Wulff och Alfhild Ekman, avlade studentexamen i Malmö 1921 samt blev medicine kandidat 1925, medicine licentiat 1930, medicine doktor 1937 och docent 1938, allt i Lund. Han innehade olika amanuens- och läkarförordnanden 1930–1942, var biträdande överläkare på kirurgiska kliniken vid Lunds lasarett 1942–1947, överläkare på kirurgiska kliniken vid Malmö allmänna sjukhus 1947–1970 och professor i kirurgi vid Lunds universitet 1949–1970. Han var även överläkare inom Skandiakoncernen, ledamot av 1948 års läkarutbildningskommitté 1949–1954, ledamot av Statens medicinska forskningsråd 1959–1964, Medicinalstyrelsens nämnd för utländska läkare 1960–1967, expert i läkarutbildningsberedningen 1963 samt styrelseledamot i försäkringsbolaget Fylgias forskningsfond från 1963 och Förenade Livs forskningsfond från 1965.
Wulff var generalsekreterare i Nordiska kirurgiska föreningen 1953–1962, president 1963, ordförande i Svenska kirurgiska föreningen 1961–1965, president 1966; WHO-expert i Indonesien 1953, gästföreläsare där 1958 och ledare av inbjuden hjärtkirurgigrupp 1962, visiting professor vid Tufts University i Boston och Colorado University i Denver 1964 samt vice ordförande International Association for Accident and Traffic Medicine 1966. Han var hedersledamot och korresponderande ledamot av amerikanska, tyska, danska, finländska och norska kirurgiska sällskap, blev ledamot av Fysiografiska sällskapet i Lund 1950 samt medicine och kirurgie hedersdoktor vid Helsingfors universitet 1966.
Wulff var ledamot av Malmö stadsfullmäktige 1951–1954 och ordförande i Skånes konstförening 1958–1965. Han författade skrifter i kirurgi, radiologi och patologi. Wulff tog två SM-medaljer i stafettlöpning för Malmö AI 1922 och ett för LUGI 1924. I Ingmar Bergmans långfilm Smultronstället (1957) har han rollen som promotor vid doktorspromotionen.